# جواد اوجی
جواد اوجی (زادهٔ ۲ مرداد ۱۳۴۵ شیراز) سیاستمدار ایرانی است که از ۵ مهر ۱۴۰۳ قائم‌مقام رئیس سازمان انرژی اتمی ایران در امور اجرایی است. وی پیش‌تر در دولت سیزدهم به‌عنوان‌ دهمین وزیر نفت ایران فعالیت می‌کرد. وی دانش‌آموخته کارشناسی رشته مهندسی نفت از دانشگاه صنعت نفت است.

## مواضع و عملکرد

### زمستان سخت
جواد اوجی، وزیر نفت ایران در شهریور ۱۴۰۱ در برنامه جهان آرا در شبکه افق گفت «امسال زمستان سختی در انتظار کشورهای غربی به خصوص اروپاست و دولت‌های اروپایی با دست خودشان به مردمشان ظلم می‌کنند» روزنامه ایران نیز در ۱۴ شهریور سرمقاله‌ای با عنوان «زمستان غرب را سر عقل خواهد آورد» منتشر کرد. اما در واقعیت در اروپا خبری از زمستان سخت نشد و بر اساس گزارش‌ها ذخایر گاز به حد مورد نیاز رسید و قیمت گاز نیز روند کاهشی پیدا کرد.

### قطعی گاز
در زمستان ۱۴۰۱، جواد اوجی در ستاد مدیریت بحران کشور تنها راه عبور از این بحران کمبود گاز را کاهش مصرف خواند. این در حالی است که مردم بسیاری از مناطق استان‌های گلستان، مازندران و خراسان رضوی با قعطی گاز مداوم روبرو شده بودن از این رو دیگر گازی نمانده بود که در مصرف آن اسراف یا صرفه‌جویی کنند. در این دوره مردم برخی از مناطق کلان‌شهرها از قطعی چندساعته گاز گزارش داده و سخن گفتند.